# Otto Beaujon
Otto Rudolf Anthony Beaujon (Aruba, 6 november 1915 - Curaçao, 12 november 1984) was een Antilliaans politicus. Van 1 juni 1971 tot november 1972 was hij premier van de Nederlandse Antillen namens de Democratische Partij (DP).

## Jeugd en jonge jaren
Beaujon werd geboren op 6 november 1915 te Aruba als zoon van Aletta Campbell Pandt en Hendrik Johannes Beaujon, gezaghebber van Aruba van 1911 tot 1920. Op jeugdige leeftijd verhuisde Beaujon naar Curaçao, waar zijn vader zich als notaris had gevestigd. Hij behaalde aan de Hendrikschool zijn Mulo-diploma, voorts het examen adjunct-commies en nadien in 1942 het praktizijnsdiploma.

## Loopbaan
Op 1 september 1933 trad Beaujon in dienst bij de overheid.
In 1954 werd Beaujon statenlid, en in 1955 werd hij gedeputeerde voor het eilandgebied Curaçao. In 1957 werd hij waarnemend gezaghebber van Curaçao. Deze functie legde hij in 1961 neer wegens gezondheidsredenen. Later werd hij benoemd tot eilandsecretaris, tot zijn pensionering op 6 mei 1966.
In 1966 trad Beaujon weer toe tot de Staten als lid van de DP, en in december werd hij gekozen tot Statenvoorzitter. Op 1 juni 1968 werd hij benoemd tot gezaghebber van Curaçao, maar op 16 april 1969 trad hij onverwacht op eigen verzoek af. In december werd hij minister in het kabinet-Petronia, maar binnen een jaar, trad hij af voordat dat kabinet viel. In het kabinet van Ronchi Isa keerde hij terug als minister van Cultuur en Volksontwikkeling en Volksgezondheid en Welzijnszorg.
In 1971 werd Beaujon premier van de Nederlandse Antillen, maar eind 1972 legde hij deze functie weer neer. Beaujon had vooraf aangegeven dat hij slechts voor korte tijd premier wilde zijn. Isa volgde Beaujon op als premier.
Op 12 november 1984 overleed Beaujon op Curaçao. Hij is nimmer gehuwd geweest.

## Onderscheidingen
Beaujon ontving de volgende onderscheidingen:
- Nederland: Officier in de Orde van Oranje-Nassau, Koninklijk Besluit van 16 april 1962
- Venezuela: Ridder 1e klas (Gran Cordón) in de Orde van de Bevrijder, 11 januari 1972
- Nederland: Commandeur in de Orde van Oranje-Nassau, Koninklijk Besluit van 9 februari 1973
- Dominicaanse Republiek: Grootkruis in de Orde van Verdienste van Duarte, Sanchez y Mella, 3 februari 1975

Moises Frumencio da Costa Gomez · 
Efraïn Jonckheer · 
Ciro Kroon ·
Gerald Sprockel ·
Ernesto Petronia ·
Ronchi Isa ·
Otto Beaujon · 
Juancho Evertsz · 
Lucina da Costa Gomez-Matheeuws ·
Boy Rozendal ·
Miguel Pourier · 
Don Martina ·
Maria Liberia-Peters · 
Suzy Camelia-Römer ·
Alejandro Felippe Paula · 
Etienne Ys ·
Ben Komproe ·
Mirna Louisa-Godett ·
Emily de Jongh-Elhage